# منتخب توفالو لكرة قدم الصالات
منتخب توفالو لكرة قدم الصالات (بالإنجليزية: Tuvalu national futsal team)‏ هو ممثل توفالو الرسمي في المنافسات الدولية في كرة الصالات .